# Penthema annamitica
Penthema annamitica är en fjärilsart som beskrevs av Hans Fruhstorfer 1901. Penthema annamitica ingår i släktet Penthema och familjen praktfjärilar. Inga underarter finns listade i Catalogue of Life.